# Pipizella calabra
Pipizella calabra är en tvåvingeart som först beskrevs av Goeldlin 1974.  Pipizella calabra ingår i släktet rotlusblomflugor, och familjen blomflugor.
Artens utbredningsområde är Italien. Inga underarter finns listade i Catalogue of Life.